# Antonia Salzano
Antonia Salzano Acutis (Roma, 23 novembre 1966) è una scrittrice italiana.
Madre di Carlo Acutis, Beato della Chiesa cattolica morto nel 2006 a 15 anni a seguito di una leucemia fulminante, è autrice di numerosi scritti riguardanti la fede cristiana e la vita del figlio.
I suoi scritti sono stati tradotti e pubblicati in numerose altre lingue tra cui l'inglese, il tedesco e il francese.

## Biografia
Antonia nasce a Roma il 23 novembre 1966. 
Si occupa delle attività editoriali del padre Antonio, morto nel 1995.
Il 27 gennaio 1990 sposa Andrea Acutis, primogenito di Carlo Acutis (nato nel 1938), nonché proprietario dell'importante compagnia assicurativa italiana Vittoria assicurazioni, di cui oggi è il presidente.
Il 3 maggio 1991 a Londra, dove la coppia si trova per lavoro, nasce Carlo, che muore di leucemia il 12 ottobre 2006. Per via delle sue virtù eroiche e della sua fede cattolica il figlio viene proclamato venerabile da papa Francesco il 5 luglio 2018. Viene invece proclamato Beato ad Assisi il 10 ottobre 2018, nella basilica di San Francesco, dal cardinale Angelo Becciu, prefetto della Congregazione delle cause dei santi. La salma di Acutis, inizialmente sepolta nel cimitero di Assisi, è stata traslata nel 2019 nel santuario della Spogliazione.
A partire dagli anni 2020 inizia a scrivere libri riguardanti il percorso religioso del figlio, tra i quali Non io ma Dio e Il segreto di mio figlio.

## Vita privata
Sposata dal 1990 con Andrea Acutis, presidente della Vittoria Assicurazioni, si è riavvicinata alla fede cattolica seguendo l'esempio del figlio.
Antonia Salzano ha raccontato che Carlo Acutis le annunciò in sogno che sarebbe diventata di nuovo mamma. L'episodio avvenne nel 2010, quattro anni dopo la morte di Carlo, quando Antonia aveva 44 anni. La donna rimase incinta di due gemelli, Francesca e Michele.

## Opere
- Non io ma Dio. L'imitazione di Cristo secondo Carlo Acutis (con Nicola Gori)
- Il segreto di mio figlio. Perché Carlo Acutis è considerato un santo
- Santa Messa santo me. La vita in Cristo secondo Carlo Acutis
- Spiritual insight. Riflessioni e appunti dagli esercizi spirituali di Carlo Acutis